# Lijst van voetbalinterlands Belize - Cuba (vrouwen)
Deze lijst van voetbalinterlands is een overzicht van alle officiële voetbalinterlands tussen de nationale vrouwenteams van Belize en Cuba. De landen hebben tot nu toe twee keer tegen elkaar gespeeld.

## Wedstrijden
| № | Plaats | Datum            | Competitie        | Wedstrijd     | Uitslag |
| - | ------ | ---------------- | ----------------- | ------------- | ------- |
| 1 | Havana | 15 augustus 2024 | Vriendschappelijk | Cuba − Belize | 2 − 0   |
| 2 | Havana | 18 augustus 2024 | Vriendschappelijk | Cuba − Belize | 1 − 0   |

## Samenvatting
| Competitie        | Totaal gespeeld | Winst Belize | Gelijk | Winst Cuba | Doelsaldo Belize – Cuba |
| ----------------- | --------------- | ------------ | ------ | ---------- | ----------------------- |
| Vriendschappelijk | 2               | 0            | 0      | 2          | 0 − 3                   |
| Totaal            | 2               | 0            | 0      | 2          | 0 − 3                   |